# Ácido tiobarbitúrico
O ácido tiobarbitúrico é um composto orgânico de natureza heterocíclica. É utilizado com reagente no ensaio do malondialdeído e no ensaio da atividade e inibição da neuraminidase.